# Benzon
Benzon je talijansko i hrvatsko prezime. Hrvatski Benzoni potječu iz Vranjica, a žive u Vranjicu i okolnim gradovima (najviše Solin i Split).
Rodonačelnik vranjičkih Benzona je Ivan Krstitelj Benzon (oko 1639. - Split, 5. listopada 1679.), Turčin koji je u vrijeme Kandijskog rata prešao na kršćanstvo i preuzeo ime svojeg mentora Giovannija Battiste Benzona. Za pokazano junaštvo u Kandijskom ratu (bitka kod Marine 1657.) je nagrađen posjedima u Vranjicu. 

## Poznati Benzoni
- Ivan Krstitelj Benzon (vidi gore)
- Stjepan Benzon (Vranjic, 3. studenoga 1921. − Split, 14. prosinca 1990.), hrvatski pjesnik
- Branko Benzon (Postira, Brač, 29. kolovoza 1903. − Caracas, Venezuela, rujna 1970.), hrvatski liječnik kardiolog, političar i diplomat
- Marsel Benzon (Split, 3. kolovoza 1968.), glazbenik

## Vanjske poveznice
- Prezime Benzon @ Acta Croatica